# Carl Fredrik Meijer
Carl Fredrik Meijer, född den 2 december 1791 i Stockholm, död där den 16 september 1872, var en svensk fortifikationsofficer och tecknare. 
Han var son till bankobokshållaren Johan Fredrik Meijer och Engela Maria Hægerblom. Meijer antogs femton år gammal till volontär vid fortifikationen och blev 1808 officer. År 1813 följde han den svenska hären till Tyskland där han bland annat arbetade på befästningen av Stralsund, vid belägringen av Glückstadt och blockaden av Maastricht. Han belönades med guldmedaljen för tapperhet i fält och befordrades till adjutant vid den fortifikationsbrigad som skulle följa armén vid fälttåget mot Norge. Efter freden i Kiel följde åtskilliga fortifikationsarbeten under vilka Meijer steg till kaptens grad. 
År 1828 åtföljde han en sjöexpedition till Medelhavet och fick möjlighet att studera en mängd sjö- och landsfästningar innan han återvände till Sverige. Vid sin hemkomst befordrades han till fortifikationsbefälhavare i Karlskrona och Karlshamn. Meijer tog fram ombyggnadsritningarna för Karlstens fästning och Vaxholms kastell och ritade även slutvärnet vid Karlsborgs fästning. År 1844 erhöll han förordnande att vara befälhavare för fortifikations- och ingenjörkåren. Efter femtio års officerstjänst sökte och erhöll han 1858 avsked från kåren, sedan han några månader tidigare blivit generallöjtnant. Den vunna ledigheten använde han till att författa ett arbete om dansk-svenska kriget 1808–1809, vilket utkom 1867. Åren 1862–1865 var han tillförordnad president i Krigskollegium.
Han medverkade i Konstakademiens utställning 1808 med en eldskärm målad på siden med couleurer.  Meijer är representerad med teckningar vid Uppsala universitetsbibliotek. 

## Bilder

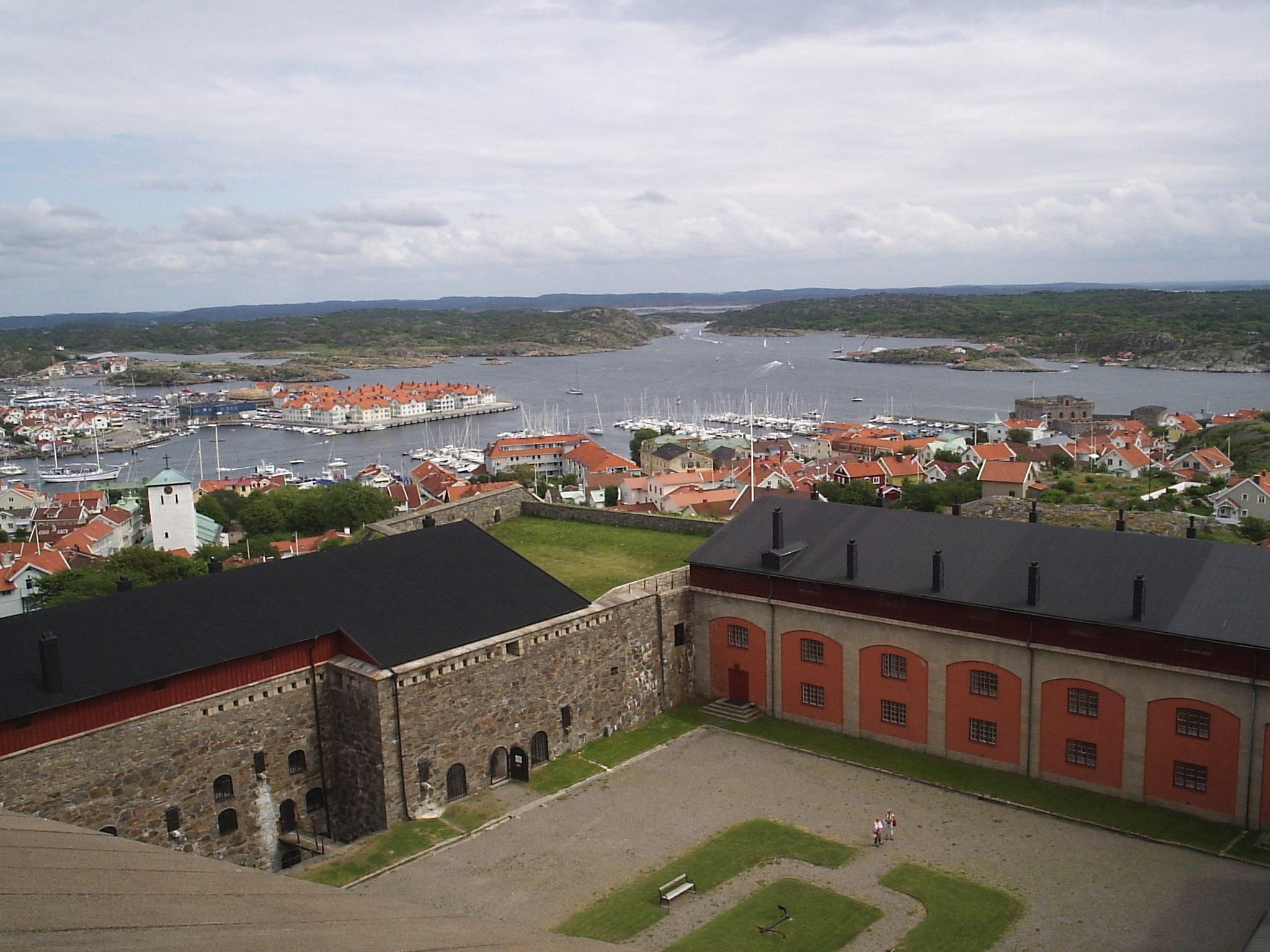
Karlstens fästning
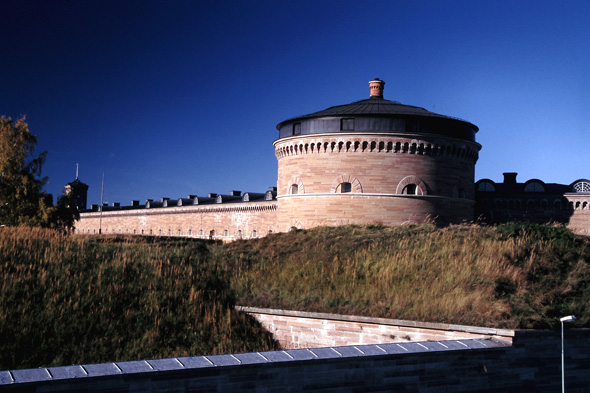
Del av slutvärnet vid Karlsborgs fästning
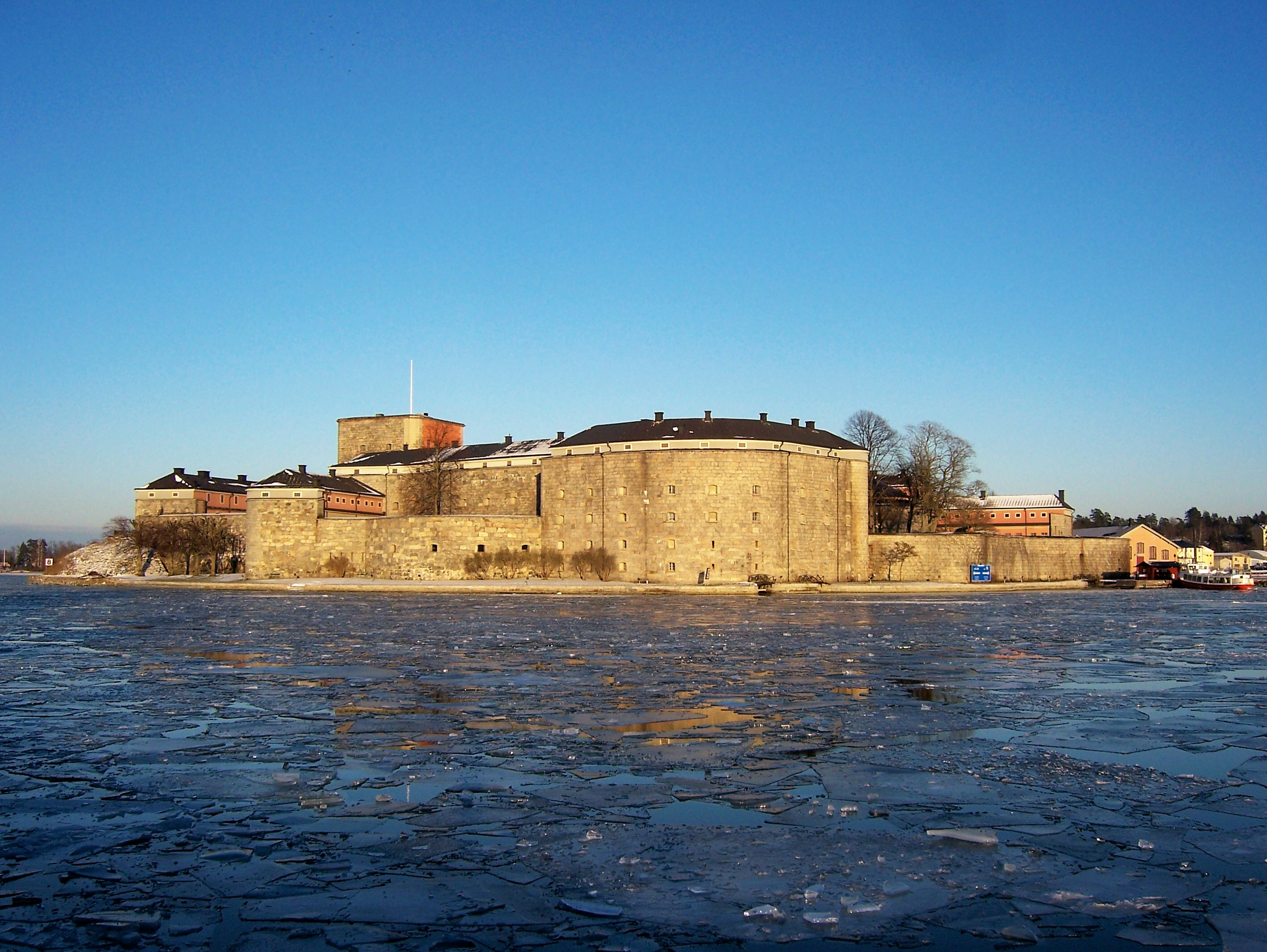
Vaxholms kastell
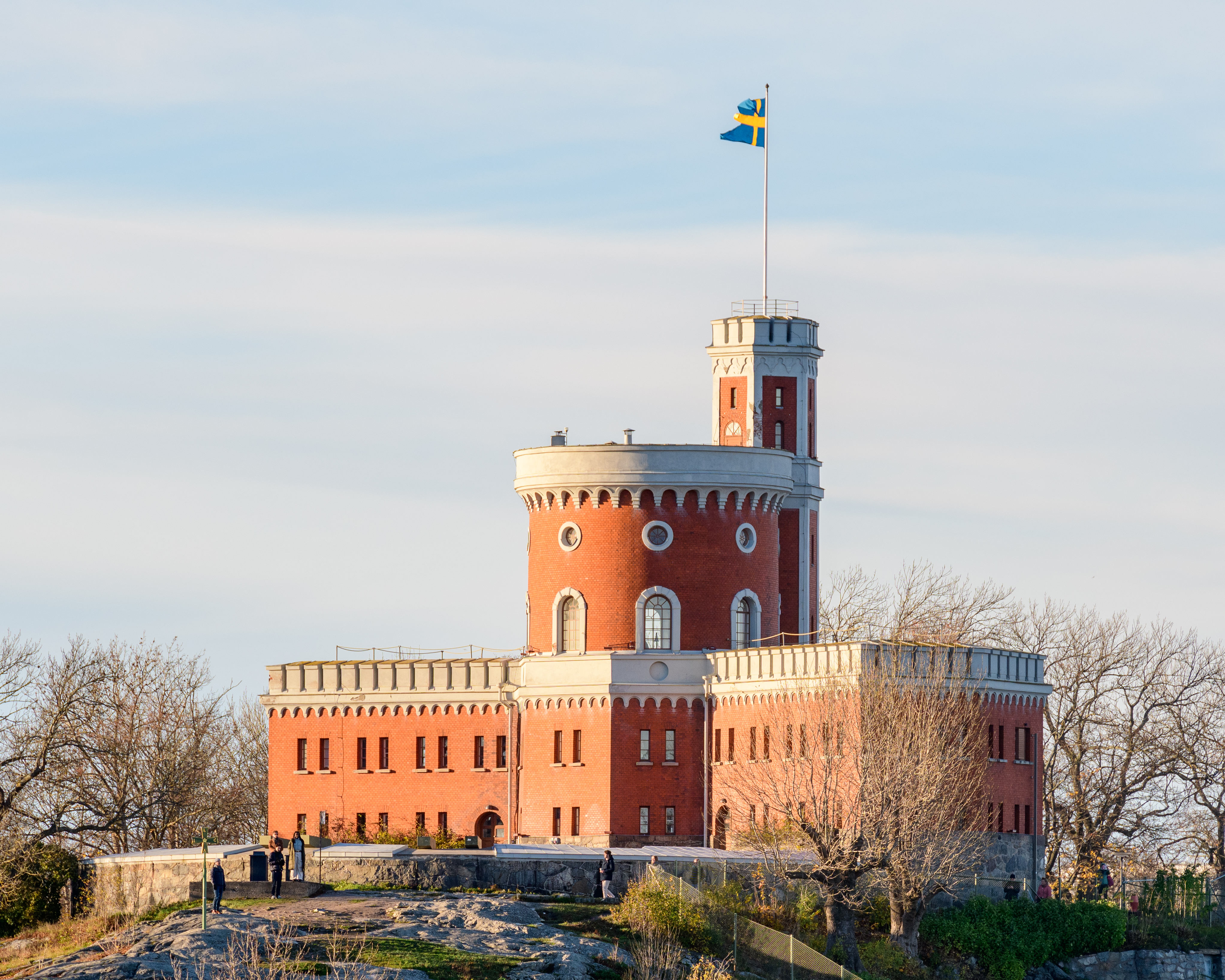
Kastellet på Kastelholmen i Stockholm.